# Jorge Zalamea
Jorge Zalamea, né le 8 mai 1905 à Bogota et mort le 10 mai 1969 dans la même ville, est un poète, essayiste et diplomate colombien.